# Polystichum ohmurae
Polystichum ohmurae är en träjonväxtart som beskrevs av Kurata. Polystichum ohmurae ingår i släktet Polystichum och familjen Dryopteridaceae. Utöver nominatformen finns också underarten P. o. fujipedis.